# Ti-Jack
Ti-Jack et est un arrangeur, guitariste, auteur-compositeur et chanteur né à Haïti et résidant actuellement à Montrouge (France). Il doit son surnom, à son oncle américain, qui dans sa jeunesse l'appelait "Ti-Jack", "Petit Jacques".

## Biographie
Très jeune, il quitta ses parents pour se consacrer à la musique, comme le zouk et, en particulier, à un instrument, la guitare. 
- En 1974, il effectue sa première tournée avec les Consuls d'Haïti et découvre les îles Antillaises (Martinique, Guadeloupe, Saint-Martin).
- En 1977, il repart pour une tournée avec le groupe Haïtien (Channel 10) en Martinique, aux États-Unis et au Canada.
- En 1978, il est séduit par la Martinique et s'y installe temporairement. Il crée le groupe Psy Kha avec la participation de Denis Kiayilouca et de Robert Maximin. Ils font le tour de l’île en passant par différents établissements renommés : Le Terpsicora, le forum Frantz Fanon, La fleur Créole, Cabana Plage, les Chars du Carnaval. Cette formation enthousiasme le pays en présence de quelques musiciens chevronnés comme le regretté saxophoniste Filipi
- En 1979, le groupe Puissance8 fait appel au savoir de Ti-Jack. Avec eux, il joue ses premières compositions : « Hommage aux femmes antillaises », « Nèg Doubout ». Tous animent chaleureusement les soirées martiniquaises.
- En 1981, il participe à la réalisation de plusieurs albums (Jean-Philippe Marthély, Simond Jurad, Macadam Pitié). Il joua également avec Gervais Nerva (Maître trompettiste et arrangeur Haïtien).

Il accompagne aussi des groupes comme Les Frères Dejean, Volo-Volo et Tabou Combo. 
Au cours de l'année 1981, il rencontre Jean-Michel Carimol. Ils décident de créer ensemble le groupe Maafia en compagnie de Denis Kiayilouca. Le premier album du groupe Neg Cont Neg fut un succès retentissant ainsi que les 15 autres qui ont suivi. Les tournées mondiales reçurent également un très bon accueil de la part du public.
- - En France : festival de Bourges (avec Dédé Saint-Prix) et festival de la Villette (Paris)
  - En Allemagne : Homad, Berlin-Ouest
  - En Italie : Alessandria, Bergamo, Cam, Péruja, Vallée de Clusone, Piozzo
  - Dans les Caraïbes : festival de la Dominique et festival de Sainte-Lucie

- En 1999, il rencontre de nouveau Dédé St Prix avec lequel il fait des concerts.
- De 2000 à 2002, il prépare des compositions, il écrit des textes inédits, il travaille ses morceaux à la guitare et améliore ses arrangements.
- En 2002, il réalise l'album Ti-Jack et Dédé Saint Prix (A la Tingawa)
- En 2003, il continue ses tournées et fait des arrangements pour différents artistes et amis
- En 2004, il parcourt les routes à la rencontre de son public, accompagné de son collectif Rèt-Sézi
- En 2006, il décide de prendre un peu plus d'autonomie par rapport à la production. Il travaille le son avec les meilleures techniques professionnelles du moment. Il retrouve des compositions inédites dans ses archives pour leur apporter une nouvelle fraîcheur. Des rumeurs courent qu'il désire se lancer prochainement, en solo, pour un nouvel album.

Ti-Jack est également reconnu par beaucoup pour son humanité et sa gentillesse. Mais, « on n'obtient rien sans travail », déclare-t-il. Aussi est-il plus exigeant encore avec ceux qu'il aime.